# Euphorbia hindsiana
Euphorbia hindsiana är en törelväxtart som beskrevs av George Bentham. Euphorbia hindsiana ingår i släktet törlar, och familjen törelväxter. Inga underarter finns listade i Catalogue of Life.